# Heinrich Schlüter (Dirigent)
Heinrich Schlüter, auch Heinz Schlüter und Heinz Schlüter Kaiser (* 7. Dezember 1917; † 12. August 2012 in Koblenz), war ein deutscher Dirigent und Musikoffizier der Bundeswehr. Außerdem war er u. a. musikalischer Leiter der deutschen Auslandssekte Colonia Dignidad in Chile.

## Leben
Bereits während des Zweiten Weltkriegs war Schlüter als Militärmusiker tätig. Von 1957 bis 1979 leitete Schlüter im Rang eines Oberstleutnants das Heeresmusikkorps 5 der Bundeswehr in Koblenz. In dieser Zeit entstanden zahlreiche Tonaufnahmen, darunter für den rechtsextremistischen Munin-Verlag die Schallplatte Deutsche Präsentier- und Parademärsche mit Stücken, die im Dritten Reich eigens für die SS komponiert worden waren.
Schlüter leitete nach seiner Pensionierung seit 1981 in Santiago de Chile das neugegründete Orchester der chilenischen Armee. Nach einem Besuch der Colonia Dignidad, übernahm er die Leitung von Orchester und Chor der von Deutschen gegründeten Sekte. Hierzu reiste Schlüter jährlich im chilenischen Sommer zwei Monate in die Siedlung. Schlüter bekam während seiner Tätigkeit für die Sekte einerseits mit, wie der Sektenführer Paul Schäfer die Sektenangehörigen schikanierte. Andererseits beschwerte er sich bei Schäfer über dessen Praxis, Fische durch Strom zu töten, während sich Sektenangehörige im Wasser befanden.
Zum Jahreswechsel 1995/1996 besuchte Schlüter die Sektensiedlung das letzte Mal. Mit dem Orchester trat er 1996 vor dem ehemaligen Diktator Augusto Pinochet auf. Nach einem unangekündigten Besuch von Pinochet und Schlüter in dem von der Sekte betriebenen Restaurant in Bulnes endete Schlüters Tätigkeit für die Sekte.
Schlüter unterrichtete zudem chilenische Militärmusiker und private Musikschüler.

## Privat
Schlüter war verheiratet mit Klara Schlüter (1914–2020), die ihn auch in die Colonia Dignidad begleitete. In den 1940er Jahren lebte Schlüter in Berlin, ab 1956 in Koblenz, seit 2011 in Rothenklempenow. Er wurde auf See bestattet.

## Werke
- Ehrenbreitstein-Marsch[16]

## Tonträger
- Zwischen Rhein und Mosel. Dirigent: Oberstleutnant Heinrich Schlüter. 1973
- Deutsche Heeresmärsche aus der preußischen Armeemarschsammlung. Dirigent: Oberstleutnant Heinrich Schlüter
- Deutsche Heeresmärsche aus der preußischen Armeemarschsammlung – Folge 2. Dirigent: Oberstleutnant Heinrich Schlüter
- Deutsche Heeresmärsche aus der preußischen Armeemarschsammlung – Folge 3. Dirigent: Oberstleutnant Heinrich Schlüter
- Deutsche Heeresmärsche aus der preußischen Armeemarschsammlung – Folge 4. Dirigent: Oberstleutnant Heinrich Schlüter
- Deutsche Heeresmärsche aus der preußischen Armeemarschsammlung – Folge 5. Dirigent: Oberstleutnant Heinrich Schlüter
- Deutsche Heeresmärsche aus der sächsischen Armeemarschsammlung. Dirigent: Oberstleutnant Heinrich Schlüter
- Deutsche Heeresmärsche aus der bayerischen Armeemarschsammlung. Dirigent: Oberstleutnant Heinrich Schlüter
- Deutsche Heeresmärsche aus Hannover und Hessen. Dirigent: Oberstleutnant Heinrich Schlüter
- Königlich preussische Armeemärsche. Dirigent: Oberstleutnant Heinrich Schlüter
- Deutsche Armeemärsche und Der große Zapfenstreich. Dirigent: Oberstleutnant Heinrich Schlüter. Bauer Studio, 1979
- Deutsche Parademärsche. Dirigent: Oberstleutnant Heinrich Schlüter
- Der Große Zapfenstreich. Dirigent: Oberstleutnant Heinrich Schlüter
- Deutsche Präsentier- und Parademärsche. Dirigent: Oberstleutnant Heinrich Schlüter
- Freudenklänge. Dirigent: Oberstleutnant Heinrich Schlüter